# Hugo Freund & Co
Hugo Freund & Co byla česká stříbrnická, klenotnická a galanterní firma, založená v roce 1908 v Praze I v domě čp. 567/I na Ovocném trhu čo. 15 a o rok později otevřela obchod na Staroměstském náměstí čp. 605/I, v přízemí paláce Kinských.

## Historie
Zakladatelem společnosti byl český obchodník Hugo Freund, který se roku 1873 narodil do východočeské židovské rodiny Bernarda Freunda a jeho ženy Barbory v Hroubovicích na Chrudimsku.
Společnost Hugo Freund & Co měla ve Vídni, Pforzheimu, v Antverpách a ve Švýcarech své pobočky, které udržovaly stálý styk s ústřednou v Praze a staraly se nejen o nákup, ale také i o export a informovaly ústřednu o důležitých zahraničních novinkách a situaci na trhu.
Když nastala doba, kdy dovoz cizozemského zboží byl ztížen a kdy bylo nutno se odpoutat od cizozemských dodavatelů a svých zahraničních závodů, pan Freund se rozhodl ušetřit vysoké celní a devizové poplatky.
Po skončení druhé světové války společnost “Hugo Freund & Co” v letech 1946–1948 pokračovala ve svém podnikání, již bez zahraničních filiálek. Dále byla podřízena družstvu Soluna a následně její provoz zrušen.

## Sortiment zboží
Firma se specializovala na drobné předměty osobní potřeby hygienické, toaletní a kosmetické, stolní náčiní každodenního užívání, přívěsky, řetízky, tabatěrky, pudřenky, a pouzdra hodinek, které zhotovovala v kombinaci se stříbrným plechem strojově gravírovaným.

## Fotogalerie

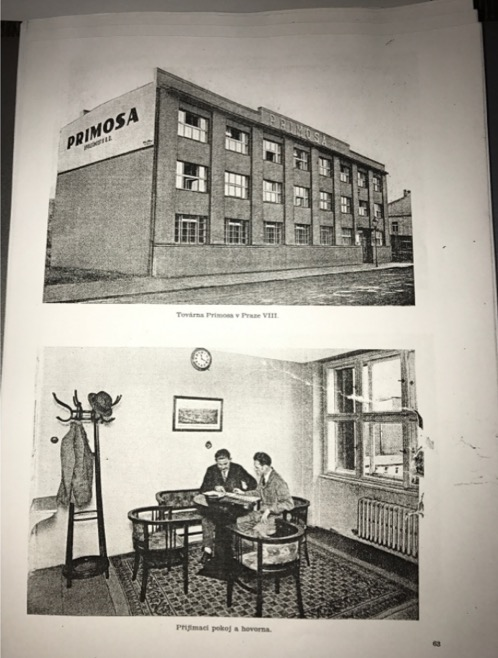
Přijímací pokoj a hovorna
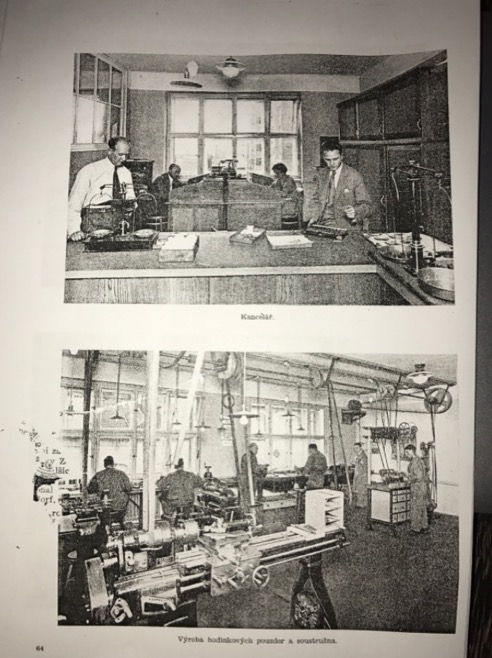
Kancelář
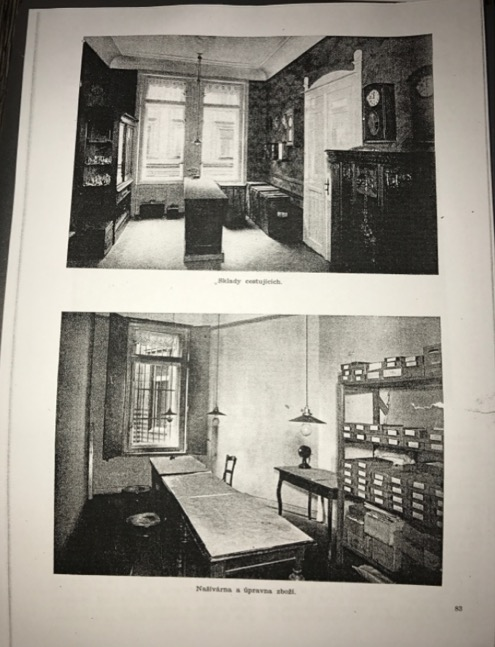
Sklady cestujících, našívárna a úpravna zboží
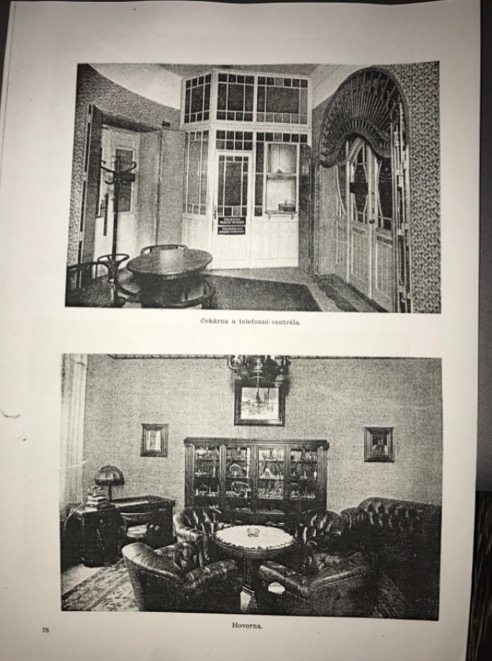
Čekárna a hovorna